# Tuffi ai campionati europei di nuoto 2018 - Trampolino 1 metro maschile
Il concorso dei tuffi dal trampolino 1 metro maschile dei Campionati europei di nuoto 2018 si è svolto il 7 agosto 2018 alla Royal Commonwealth Pool di Edimburgo.

## Risultati
Il turno preliminare è iniziato alle 09:30. La finale si è svolta alle 14:40.
In verde sono indicati i finalisti
| Class   | Tuffatore           | Nazione       | Preliminare | Preliminare | Finale          | Finale          |
| Class   | Tuffatore           | Nazione       | Punti       | Class       | Punti           | Class           |
| ------- | ------------------- | ------------- | ----------- | ----------- | --------------- | --------------- |
| Oro     | Jack Laugher        | Gran Bretagna | 397.80      | 1           | 414.60          | 1               |
| Argento | Giovanni Tocci      | Italia        | 353.85      | 4           | 401.10          | 2               |
| Bronzo  | James Heatly        | Gran Bretagna | 346.75      | 6           | 391.70          | 3               |
| 4       | Guillaume Dutoit    | Svizzera      | 355.25      | 3           | 390.50          | 4               |
| 5       | Oliver Dingley      | Irlanda       | 332.70      | 11          | 385.65          | 5               |
| 6       | Lorenzo Marsaglia   | Italia        | 351.25      | 5           | 375.45          | 6               |
| 7       | Jonathan Suckow     | Svizzera      | 357.20      | 2           | 354.30          | 7               |
| 8       | Andrzej Rzeszutek   | Polonia       | 330.80      | 12          | 350.65          | 8               |
| 9       | Nicolás García      | Spagna        | 335.40      | 10          | 349.30          | 9               |
| 10      | Nikita Šlejcher     | Russia        | 341.90      | 7           | 349.15          | 10              |
| 11      | Alexis Jandard      | Francia       | 336.55      | 9           | 332.40          | 11              |
| 12      | Vinko Paradzik      | Svezia        | 336.90      | 8           | 293.25          | 12              |
| 13      | Lars Rüdiger        | Germania      | 328.20      | 13          | Non qualificati | Non qualificati |
| 14      | Patrick Hausding    | Germania      | 316.65      | 14          | Non qualificati | Non qualificati |
| 15      | Alberto Arévalo     | Spagna        | 314.00      | 15          | Non qualificati | Non qualificati |
| 16      | Yury Naurozau       | Bielorussia   | 293.10      | 16          | Non qualificati | Non qualificati |
| 17      | Dylan Vork          | Paesi Bassi   | 286.60      | 17          | Non qualificati | Non qualificati |
| 18      | Oleh Kolodij        | Ucraina       | 286.40      | 18          | Non qualificati | Non qualificati |
| 19      | Egor Lapin          | Russia        | 285.70      | 19          | Non qualificati | Non qualificati |
| 20      | Stanislav Oliferčyk | Ucraina       | 281.95      | 20          | Non qualificati | Non qualificati |
| 21      | Damien Cély         | Francia       | 280.50      | 21          | Non qualificati | Non qualificati |
| 22      | Alexandr Molchan    | Bielorussia   | 279.70      | 22          | Non qualificati | Non qualificati |
| 23      | Alexander Kostov    | Bulgaria      | 278.75      | 23          | Non qualificati | Non qualificati |
| 24      | Johannes van Etten  | Paesi Bassi   | 271.50      | 24          | Non qualificati | Non qualificati |
| 25      | Juho Junttila       | Finlandia     | 249.50      | 25          | Non qualificati | Non qualificati |
| 26      | Jack Ffrench        | Irlanda       | 224.90      | 26          | Non qualificati | Non qualificati |
| 27      | Nikolaj Schaller    | Austria       | 222.30      | 27          | Non qualificati | Non qualificati |